# Ḍammatan
Le ḍammatan (ضمتان en arabe) est un signe diacritique de l’écriture arabe indiquant la nunation de la vocalisation brève [u] de la lettre qu’il modifie.
Ses caractères Unicode sont 0640 et 064C.